# Bella Galhos
Bella Galhos (ur. 1972) – działaczka społeczna na rzecz niepodległości Timoru Wschodniego oraz praw osób LGBT.

## Wczesne życie
Po tym, jak indonezyjskie siły zbrojne zaatakowały Timor Wschodni w 1975 jej ojciec sprzedał ją indonezyjskiemu żołnierzowi za pięć dolarów ponieważ uważał, że jako trzyletnia dziewczynka miała „bardzo męską, dominującą osobowość”. Po długiej walce jej matki Galhos wróciła do rodziny.
W wieku 16 lat Galhos przyłączyła się do ruchu niepodległościowego Timoru. W 1991 r. wielu jej przyjaciół zginęło w masakrze w Santa Cruz. W rezultacie przez trzy lata żyła pod inną tożsamością jako podwójny agent rzekomo współpracujący z władzami indonezyjskimi. W 1994 roku została wybrana na wymianę studencką do Kanady. Tam natychmiast złożyła wniosek o azyl.

## Aktywizm niepodległościowy w Kanadzie
Po uzyskaniu statusu uchodźcy w Kanadzie prowadziła w niej oraz w innych państwach kampanię na rzecz praw człowieka w Timorze Wschodnim. 
W styczniu 1996 r. Benjamin Parwoto, ambasador Indonezji w Kanadzie, odszukał matkę Galhos i nakazał jej, aby uciszyła córkę. Wydarzenie wywołało publiczne oburzenie, a kanadyjskie Ministerstwo Spraw Zewnętrznych skrytykowało te działania.

## Życie po odzyskaniu niepodległości
Galhos założyła szkołę i spółdzielnię rolniczą Leublora mającą na celu promowanie równych praw kobiet i świadomości ekologicznej w społeczeństwie Timoru Wschodniego. Wygłosiła przemówienia TEDxDili na tematy związane z przemocą wobec kobiet w ramach kampanii feministycznej w Timorze Wschodnim
.
Galhos jest również działaczem na rzecz praw LGBT. Podczas imprezy Pride CODIVA (pierwszej tego rodzaju w Timorze Wschodnim) Galhos stała się pierwszą kobietą w Timorze Wschodnim, która publicznie zaprezentowała się jako biseksualna. W 2017 roku Galhosa był współorganizatorem pierwszego Pride March w Dili, w którym wzięło udział 500 osób. Wraz ze swoim kolegą i ekspertem ds. rozwoju, Iramem Saeedem, Galhos założył organizację LGBTQ Arcoiris.

## Wyróżnienia i nagrody
- Woman of Courage 1999 (National Action Committee on the Status of Women, Canada)[10]
- UN Freedom and Human Rights Award 2003[10]
- Earth Company Impact Hero 2015[11]
- Dalai Lama's Unsung Hero Award, 2017[12]